# Introduktion und Passacaglia d-Moll
Introduktion und Passacaglia d-Moll o. op. von Max Reger ist ein 1899 entstandenes Orgelwerk.

## Entstehung
Das Werk ist Max Regers Obolus zum „Schönberger Orgelalbum“, einer Sammlung von Orgelwerken zur Finanzierung eines Orgelbaus in Schönberg (Kronberg). Das Projekt wurde von Ludwig Sauer angeregt. Weitere Beiträge gibt es u. a. von Alexandre Guilmant, Hans Pfitzner, Josef Gabriel Rheinberger oder Charles-Marie Widor. Die rund achteinhalb Minuten lange Komposition wurde von Reger als „Werkchen“ bezeichnet.

## Zur Musik
Mit diesem Werk ist die erste Kombination einer Introduktion und einer Passacaglia in Regers Werk zu verzeichnen.

### Introduktion
Das Tempo in der Introduktion ist Grave. Die Registrierung ist mit der Bezeichnung Orgel-Plenum angegeben. In einer Fußnote gibt Reger Auskunft über diese Angabe, mit der das volle Werk mit sämtlichen Koppeln gemeint ist. Der Beginn aus Akkordketten, welcher zweimal durch schnelle Läufe unterbrochen wird, ist auf dem ersten Manual zu spielen. Die Pedalstimme ist in Oktaven geführt. In Takt 9 wird auf Manual 2 gewechselt, von Takt 11 bis zu 15, welcher der letzte der Introduktion ist, ist wieder auf Manual 1 zu spielen. Der letzte Takt beinhaltet ein Ritardando und schließt auf einem d-Moll-Akkord.

### Passacaglia
Die Takteinteilung der Passacaglia ist unabhängig von der der Introduktion, beginnt also erneut mit Takt 1. Das mit einem Auftakt beginnende, acht Takte lange Thema der Passacaglia wird nur mit einem 16′ und einem 8′ im dreifachem piano gespielt. In Takt 8 und Takt 9 treten nacheinander 2 Stimmen auf dem 2. Manual mit einem 8′ ebenfalls im dreifachen piano hinzu. Mit dem 3. Themeneinsatz im Bass kommt ein 4′ im Manual hinzu. In Takt 24 ist die Lautstärkenangabe auf dem Manual piano. Ein triolischer Rhythmus wird zuerst in 2 Stimmen, ab Takt 25 jedoch in drei Stimmen genutzt, welche über das Thema im Pedal treten. Mit dem 5. Themeneinsatz geht in Takt 33 die Lautstärkenänderung auf mezzoforte im Pedal und auf dem Manual einher, des Weiteren findet sich im Pedal ein Crescendo zum forte im 6. Themeneinsatz in Takt 40. Der Rhythmus beinhaltet in dieser Durchführung in erster Linie Sechzehntelnoten. Die 7. Durchführung (ab Takt 48) ist von Akkordverbindungen geprägt, bei denen die linke Hand erstmals auf Manual 1 zu wechseln hat, während die rechte Hand weiterhin auf Manual 2 agiert. In Takt 56 beginnt nun auch die rechte Hand auf Manual 1 zu spielen. Die in diesem Takt beginnende 8. Durchführung beinhaltet ebenfalls Akkordverbindungen in einer Kombination mit Sechzehntelnoten. Für die 9. Durchführung wird ab Takt 65 im Pedal und auf dem Manual ff gefordert. Die Kombination von Haltetönen und -akkorden in Verbindung mit Sechzehntelläufen bilden diese Durchführung, welche weit spreizbare Hände fordert. Die in Takt 72 beginnende 10. Durchführung nutzt im Pedal zum ersten Mal eine figurative Veränderung des Themas. Dies äußert sich durch Triller über den Viertelnoten und der Tatsache, dass die halben Noten nun den Ton zweifach in zwei Oktavlagen wiedergeben. Der nächste und 11. Themeneinsatz, welcher in Takt 80 beginnt, entspricht wieder der ursprünglichen Form. Die in dieser Durchführung auftretenden Läufe sind vor allem rhythmisch interessant. So finden sich Oktolen, Nonolen, sowie Unterteilungen einer Viertel in 10 und in 12 Noten. Die 12. Durchführung enthält im Pedal rhythmisch verschobene Dopplungen des Themas in der Oktave und ist mit Arpeggien gestaltet. Die letzte Durchführung doppelt das Thema in der Oktave im Pedal. Es ist uneindeutig, ob das Thema in Dur oder Moll steht, da zwar eine große Terz, jedoch sowohl eine kleine als auch eine große Sexte vom Grundton d aus, also fis statt f, aber trotzdem h (Takt 99) und b (Takt 102) verwendet werden. Darüber finden sich Akkorde, deren Duktus an die Introduktion erinnert. Ab Takt 103 ist bis zum Ende des Werks die Tempobezeichnung Adagio vorgesehen. Das Stück schließt mit einem D-Dur-Akkord.

## Bearbeitungen
Max Reger selbst fertigte eine Fassung für Klavier vierhändig an.